# 薄田兼相

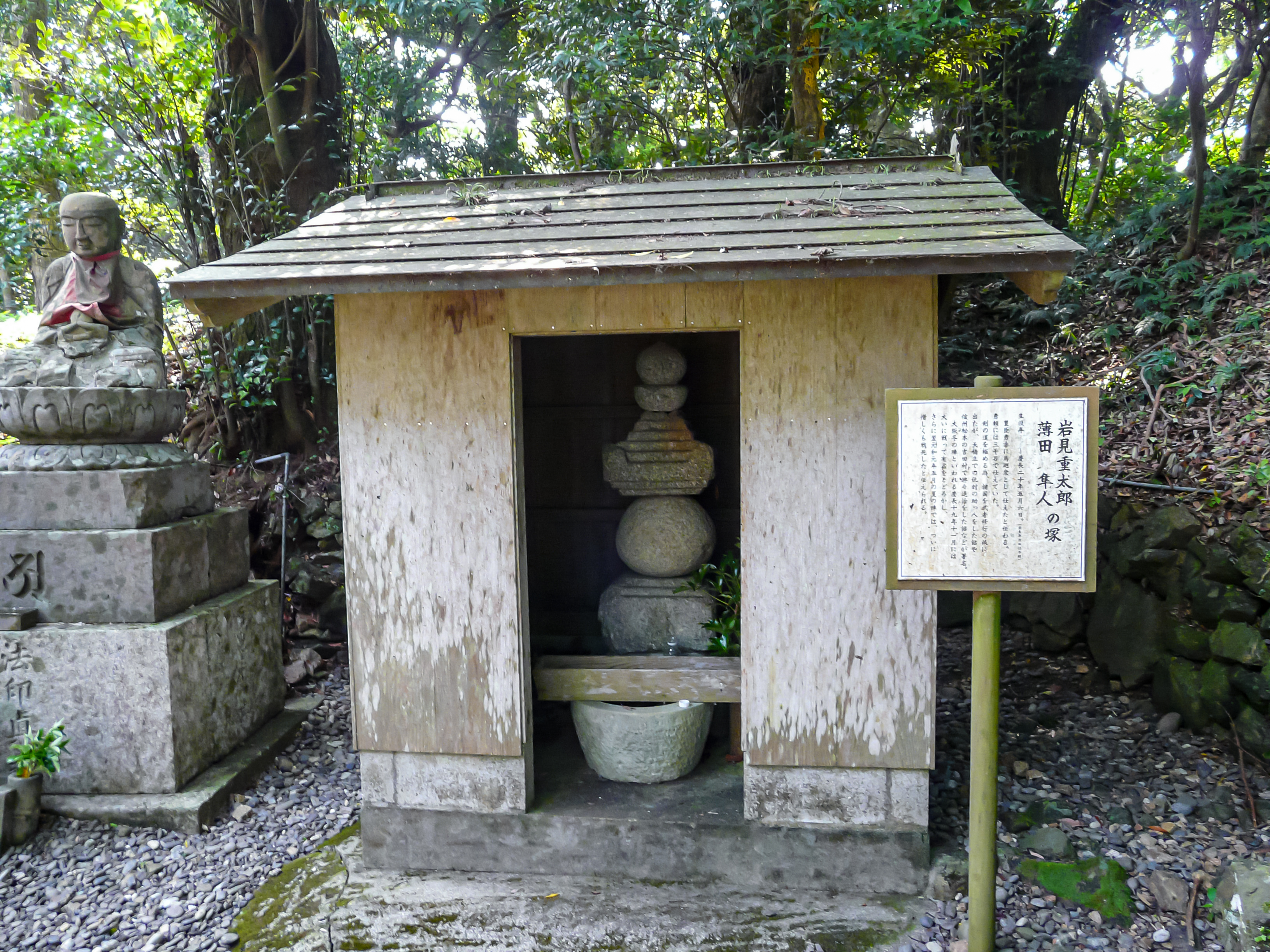
最御崎寺（高知県）にある供養塔

薄田 兼相（すすきだ かねすけ）は、戦国時代から江戸時代初期の武将。通称は隼人正。豊臣秀頼に仕えた。兼相の前身は講談で知られる岩見 重太郎（いわみ じゅうたろう）といわれている。

## 生涯
前半生はほとんど不明。妹に堀田一継室がいる（『寛政重修諸家譜』）。
豊臣氏に仕官し、秀吉の馬廻り衆として3,000石を領したとされる（後に5,000石に加増）。慶長16年（1611年）の禁裏御普請衆として名が残っている。
慶長19年（1614年）、大坂の陣に参戦。冬の陣においては浪人衆を率いて博労ヶ淵砦を守備したが、博労淵の戦いでは守将でありながら遊女と戯れている間に、砦を徳川方に陥落されたため味方から「橙武者」と軽蔑されていた。その理由は「だいだいは、なり大きく、かう類（柑類）の内色能きものにて候へども、正月のかざりより外、何の用にも立ち申さず候。さて此の如く名付け申し」（『大坂陣山口休庵咄』）というものであった。

夏の陣の道明寺の戦いにおいては、渋皮色の鎧に星兜の緒を占め、十文字の槍を取り、黒毛の馬に黒鞍を置き、紅の鞦を掛けていた。三尺三寸の太刀を帯び、軍勢の先頭をきって駆けつけた（『難波戦記』）。十騎ばかりの敵を討ち取ったが、押し寄せる東軍のために、間もなく戦死したとされる。
墓は大阪府羽曳野市誉田7丁目に子孫にあたる浅野家の一族によって建立され、平成8年（1996年）に羽曳野市の指定有形文化財となっている。
剛勇の武将として知られ、兼相流柔術や無手流剣術においては流祖とされている。
慶安の変において京都での活動を計画していた吉田初右衛門は、子といわれている。

## 伝承
- 薄田兼相の前身が岩見重太郎であるという説は有名である。それによるならば、小早川隆景の剣術指南役・岩見重左衛門の二男として誕生したが、父は同僚の広瀬軍蔵によって殺害されたため、その敵討ちのために各地を旅したとされる。その道中で化け物退治をはじめとする数々の武勇談を打ち立て、天正18年（1590年）天橋立にてついに広瀬を討ち果たした。その後、叔父の薄田七左衛門の養子となったとされる。
- 大阪市西淀川区野里に鎮座する住吉神社には薄田兼相に関する伝承が残されている[5]。この土地は毎年のように風水害に見舞われ、流行する悪疫に村民は長年苦しめられてきた[5]。悩んだ村民は古老に対策を求め、占いによる「毎年、定められた日に娘を辛櫃に入れ、神社に放置しなさい」という言葉に従い、6年間そのように続けてきた[5]。7年目に同様の準備をしている時に薄田兼相が通りがかり、「神は人を救うもので犠牲にするものではない」と言い、自らが辛櫃の中に入った[5]。翌朝、村人が状況を確認しに向かうと辛櫃から血痕が点々と隣村まで続いており、そこには人間の女性を攫うとされる大きな狒々が死んでいたという[5]。

## 登場作品
小説
- 沙羅双樹『岩見重太郎』(偕成社）

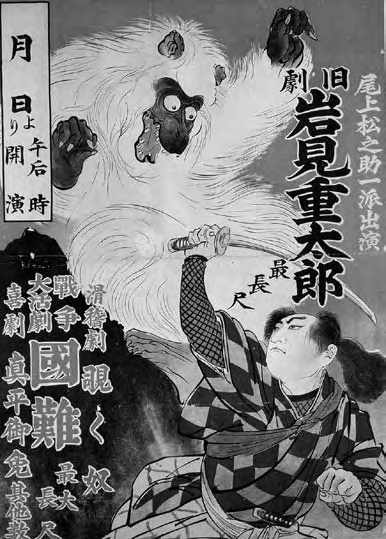
尾上松之助「岩見重太郎」

- 二木英之『土竜の剣』(角川春樹事務所『我、過てり』収録）
- 谷恒生『岩見重太郎･慶長水滸伝（三）雷雲』(双葉文庫）
- 司馬遼太郎『一夜官女』(講談社文庫･『軍師二人』収録)

落語
- 『くっしゃみ講釈』（難波戦記』が引用）

テレビドラマ
- 『葵 徳川三代』（NHK大河ドラマ、2000年）演：湯浅実

映画
- 『大坂城物語』（東宝、1961年）演：平田昭彦